# George Lawrence Price
George Lawrence Price, kanadski vojak, * 15. december 1892 Falmouth, Nova Škotska, Kanada † 11. november 1918 Ville-sur-Haine, Belgija. 
Price je znan kot zadnji kanadski vojak, ki je umrl v prvi svetovni vojni. 11. novembra 1918 je kot član patrulje prodiral skozi podeželje v bližini belgijskega Monsa, ko so v vasi Ville-sur-Haine naleteli na umikajoče se nemške vojake. Patrulja je zasledovala posadko nemške strojnice skozi hiše in ko je Price stopil iz ene od njih na ulico, ga je zadel nemški ostrostrelec, zaradi česar je umrl le dve minuti pred razglasitvijo premirja tega dne.